# Braunschweiger Straße 2 (Magdeburg)

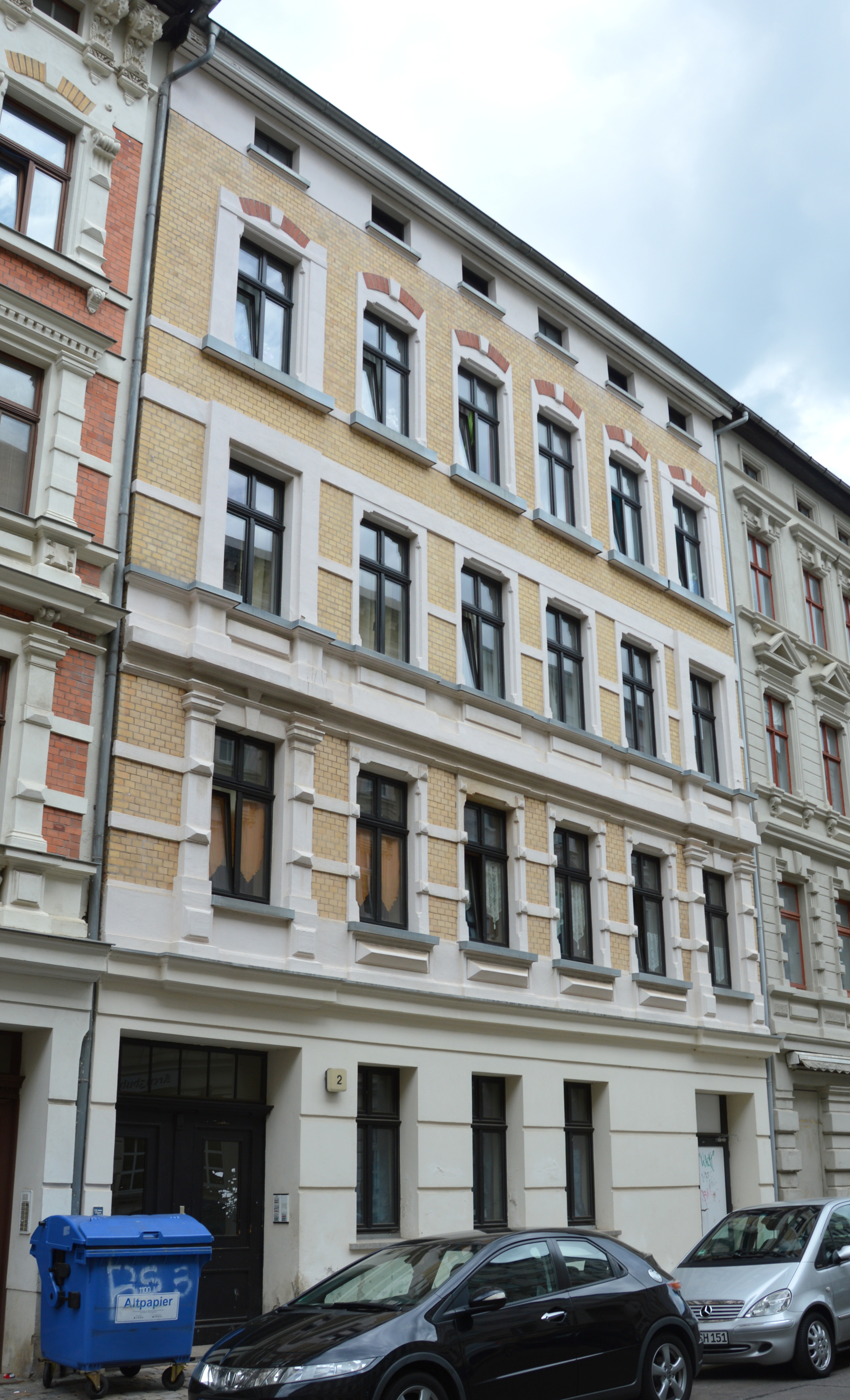
Braunschweiger Straße 2

Das Haus Braunschweiger Straße 2 ist ein denkmalgeschütztes Wohn- und Geschäftshaus in Magdeburg in Sachsen-Anhalt.

## Lage
Es befindet sich auf der Ostseite der Braunschweiger Straße im Magdeburger Stadtteil Sudenburg. Das Gebäude gehört als Einzeldenkmal zum Denkmalbereich Braunschweiger Straße 1–10, 98–108. Nördlich grenzt das gleichfalls denkmalgeschützte Haus Braunschweiger Straße 3, südlich das Gebäude Braunschweiger Straße 1 an.

## Architektur und Geschichte
Das viereinhalbgeschossige Gebäude wurde im Jahr 1887 nach eigenen Plänen vom Maurermeister A. Rüther errichtet. Die sechsachsige Fassade des gelben Ziegelbaus ist im Stil des Neumanierismus gestaltet.
Im Denkmalverzeichnis für Magdeburg ist das Wohn- und Geschäftshaus unter der Erfassungsnummer 094 81927 als Baudenkmal verzeichnet.
Das Gebäude gilt als Bestandteil des gründerzeitlichen Straßenzugs als städtebaulich bedeutend und wird als kulturell-künstlerisch beachtenswert eingeschätzt.